# Sarah Grimké
Sarah Moore Grimké (Charleston, 26 novembre 1792 – Hyde Park, 23 dicembre 1873) è stata un'attivista statunitense, abolizionista e ampiamente ritenuta la madre del movimento per il suffragio femminile.
Nata e cresciuta nella Carolina del Sud in un'importante e ricca famiglia di coltivatori, si trasferì a Filadelfia nel 1820 e divenne una quacchera, così come sua sorella minore Angelina. Le sorelle iniziarono a parlare nel circuito delle conferenze abolizioniste, unendosi a una tradizione di donne che avevano parlato in pubblico su questioni politiche sin dai tempi del colonialismo, tra cui Susanna Wright, Hannah Griffitts, Susan B. Anthony, Elizabeth Cady Stanton e Anna Dickinson. Raccontarono in prima persona la loro conoscenza della schiavitù, ne sollecitarono l'abolizione e furono anche attiviste per i diritti delle donne.

## Primi anni
Sarah Grimké nacque nella Carolina del Sud, sesta dei 14 figli di Mary Smith e John Faucheraud Grimké. Suo padre era un ricco piantatore, un avvocato e un giudice della Carolina del Sud, e ad un certo punto presidente della Camera dei rappresentanti della Carolina del Sud.
Le prime esperienze di Sarah con l'istruzione plasmarono il suo futuro di abolizionista e femminista. Durante la sua infanzia era profondamente consapevole dell'inferiorità della sua istruzione rispetto a quella classica dei suoi fratelli. Sebbene la sua famiglia riconoscesse la sua straordinaria intelligenza, le fu impedito di ottenere un'istruzione sostanziale o di perseguire il suo sogno di diventare un avvocato, poiché questi obiettivi erano considerati "non femminili". Studiò con insegnanti privati argomenti ritenuti appropriati per una giovane donna del sud della sua classe, tra cui il francese, il ricamo, la pittura con gli acquerelli e il clavicembalo.  Suo padre le permise di studiare geografia, storia e matematica dai libri della sua biblioteca e di leggere i suoi libri di legge.
Sua madre era una casalinga devota e un membro attivo della comunità della Ladies Benevolent Society di Charleston. Le sue numerose attività di beneficenza le impedirono di sviluppare relazioni affettuose con i suoi figli.
Suo fratello Thomas si iscrisse alla Yale Law School nel 1805, e durante le sue visite a casa continuò a insegnare a Sarah nuove idee sui pericoli dell'Illuminismo e sull'importanza della religione. Tali idee, combinate con i suoi studi segreti di legge, le diedero alcune delle basi per il suo lavoro successivo come attivista. Suo padre le disse che se fosse stata un uomo sarebbe stata il più grande avvocato della Carolina del Sud. Tuttavia Lerner fornisce una versione un po' diversa, in cui suo padre diceva "sarebbe diventata la più grande giurista del paese". Sarah credeva che la sua incapacità di ottenere un'istruzione superiore fosse ingiusta. Si meravigliava del comportamento della sua famiglia e dei vicini, che incoraggiavano gli schiavi a essere battezzati e ad assistere alle funzioni di culto, ma non li consideravano veri fratelli e sorelle nella fede.
Fin dalla sua giovinezza credette che la religione dovesse assumere un ruolo più attivo nel migliorare la vita di coloro che soffrivano di più. La sua ricerca religiosa la portò prima al Presbiterianesimo, al quale si convertì nel 1817, e dopo essersi trasferita a Filadelfia nel 1821 si unì ai quaccheri, di cui aveva appreso in una precedente visita con suo padre. Divenne una schietta sostenitrice dell'istruzione e del suffragio per gli afroamericani e per le donne.

## Abolizionismo
A Filadelfia incontrò Israel Morris, che l'avrebbe introdotta al quaccherismo, in particolare agli scritti di John Woolman. Tornò a Charleston, ma decise che sarebbe tornata a Filadelfia per diventare un ministro quacchero e lasciarsi alle spalle la sua educazione episcopale. Tuttavia ebbe numerosi ostacoli in quanto ripetutamente ignorata e esclusa dal consiglio quacchero dominato dagli uomini.
Ritornò a Charleston nella primavera del 1827 per "salvare" sua sorella Angelina dalla vita restrittiva del sud. Angelina visitò Sarah a Filadelfia da luglio a novembre dello stesso anno e tornò a Charleston impegnata nella fede quacchera. Dopo aver lasciato Charleston, Angelina e Sarah viaggiarono per il New England parlando nel circuito abolizionista, inizialmente rivolgendosi alle donne solo in grandi salotti e piccole chiese. I loro discorsi sull'abolizione della schiavitù e sui diritti delle donne raggiunsero migliaia di persone.
Nel 1868 Sarah scoprì che il suo defunto fratello aveva tre figli illegittimi di razza mista nati da una schiava "personale". Accogliendoli in famiglia, Sarah lavorò per istruire Archibald Grimké e Francis James Grimké, che in seguito sarebbero diventati leader della comunità afroamericana. John, il più giovane, non era interessato all'istruzione ufficiale e tornò a vivere nel sud.

## Attivismo
Sarah e Angelina erano arrivate a detestare la schiavitù e tutte le sue degradazioni. Avevano sperato che la loro nuova fede avesse accettato le loro convinzioni abolizioniste più di quanto lo fossero state le precedenti. Tuttavia i loro tentativi iniziali di attaccare la schiavitù causarono loro difficoltà nella comunità quacchera. Le sorelle insistettero nonostante la loro convinzione che la lotta per i diritti delle donne fosse importante quanto la lotta per l'abolizione della schiavitù. Ricevettero critiche anche da alcuni abolizionisti che consideravano la loro posizione estrema. Nel 1836 Sarah pubblicò An Epistle to the Clergy of the Southern States. Nel 1837 pubblicò Letters on the Equality of the Sexes and the Condition of Women in un quotidiano del Massachusetts, The Spectator, e immediatamente ristampato in The Liberator, il giornale pubblicato dall'abolizionista radicale e leader dei diritti delle donne William Lloyd Garrison. Le lettere furono pubblicate in forma di libro nel 1838.
Unendosi a sua sorella nell'American Antislavery Society nel 1836, Sarah inizialmente sentiva di aver trovato il luogo a cui apparteneva veramente, in cui i suoi pensieri e le sue idee erano incoraggiati. Tuttavia, quando lei e Angelina iniziarono a parlare non solo dell'abolizione della schiavitù ma anche dell'importanza dei diritti delle donne, cominciarono a subire molte critiche. I loro discorsi pubblici erano visti come poco femminili perché parlavano a un pubblico di genere misto, all'epoca chiamato "pubblico promiscuo". Inoltre tennero dibattiti pubblici con uomini che non erano d'accordo con loro. Questo era troppo per il grande pubblico del 1837 e causò molti duri attacchi alla loro femminilità; una linea di pensiero suggeriva che entrambi fossero solo delle povere "zitelle" che si esibivano per trovare qualcuno che fosse disposto a sposarle.
Nel 1838 Angelina sposò Theodore Weld, un importante abolizionista che era stato un severo critico della loro inclusione dei diritti delle donne nel movimento per l'abolizione, e si ritirò dal movimento abolizionista. Sarah smise completamente di parlare pubblicamente. Apparentemente Weld le aveva scritto una lettera in cui descriveva le sue inadeguatezze nel parlare. Cercò di spiegare che l'aveva scritto per il suo bene, ma le disse che stava danneggiando la causa, non aiutandola, a differenza di sua sorella. Tuttavia, poiché Sarah ricevette molte richieste di tenere discorsi negli anni successivi, è discutibile se le sue "inadeguatezze" fossero così gravi come descrisse Weld.
Le opere di Grimké fornirono a femministe come Lucy Stone, Elizabeth Cady Stanton e Lucretia Mott diversi argomenti e idee di cui avrebbero avuto bisogno per porre fine alla schiavitù e avviare il movimento per il suffragio femminile.

## Opinioni sulla fede e sulla creazione
Il punto di vista di Sarah Grimké sull'abolizione è chiaro sulla base del suo attivismo nel movimento per l'abolizione. Queste opinioni erano radicate nella sua fede quacchera e lei credeva, come sua sorella, che la schiavitù fosse contraria alla volontà di Dio. Allo stesso modo le sue opinioni sui diritti delle donne erano radicate nella Bibbia. Aveva opinioni forti soprattutto sulla storia della creazione. Credeva che Adamo ed Eva fossero stati creati allo stesso modo, a differenza di molti che credevano che Eva fosse stata creata come dono per Adamo. Assegna anche gran parte della colpa per la caduta ad Adamo, che fu tentato da un pari, invece di Eva, che fu tentata da un male soprannaturale, è più perdonabile data la loro innocenza. Questo punto di vista fu un argomento principale nella sua Letter 1: The Original Equality of Woman" che è il fondamento delle sue opinioni sull'uguaglianza dei sessi, discussa più dettagliatamente nelle sue Letters on the Equality of the Sexes and the Condition of Woman.
Nel 1837 rispose a una Pastoral Letter che rafforzava le interpretazioni bibliche sostenendo il ruolo delle donne solo nella "sfera privata", usando la Bibbia per fornire i benefici e il potere di questa posizione. Grimké incoraggiò le donne ad assumere il motto "'Il Signore è la mia luce e la mia salvezza; di chi avrò paura? Il Signore è la forza della mia vita; di chi avrò paura? Deve sentire, se sente giustamente, che sta adempiendo uno dei doveri più importanti che le sono stati affidati come essere responsabile, e che il suo carattere, invece di essere 'innaturale', è esattamente in accordo con la sua volontà". La sua fede e vicinanza a Dio erano un fattore critico nella sua capacità di non avere paura durante i periodi di opposizione e di discutere bene a favore delle donne e degli schiavi.

## Scritti
Compose una pletora di lettere riguardanti le donne e il loro posto nella società, in particolare all'interno della chiesa, successivamente raccolte in un libro intitolato Letters on the Equality of Sexes and the Condition of Women.
Nella sua prima lettera datata 11 gennaio 1837 afferma di fare affidamento esclusivamente sulle sacre scritture perché crede che "quasi tutto ciò che è stato scritto su questo argomento [la sfera delle donne], è stato il risultato di un malinteso di semplici verità rivelate nelle scritture" che delineano un chiaro intento e scopo per l'analisi che segue. È in queste lettere che condanna il comportamento degli uomini americani nel trattare donne e schiavi semplicemente come mezzo per promuovere se stessi e trarne vantaggio. Le lettere 5-8 sono dedicate alla valutazione della condizione delle donne in diversi paesi, tra cui Asia, Africa, Groenlandia e Stati Uniti, rivelando la profondità e l'ampiezza del suo interesse per le questioni femminili. In seguito dichiara che gli uomini sono ugualmente colpevoli nella "caduta" (di Adamo ed Eva nella Bibbia) dell'umanità e quindi smentiscono la punizione eterna precedentemente imposta alle donne a causa della loro irresponsabilità. Nella conclusione delle sue lettere riconosce le idee sorprendenti che pongono e la novità di queste discussioni tra i cristiani, ma li esorta a "indagarli senza paura e in preghiera, e non rifuggire dall'esame", che era caratteristico dei suoi scritti e dei suoi discorsi.

## Riferimenti nella cultura di massa
- Nel 1973 Ruth Bader Ginsburg citò Sarah Grimké dicendo: "Non chiedo alcun favore per il mio sesso. Tutto quello che chiedo ai nostri fratelli è che ci tolgano i piedi dal collo", quando presentò le sue prime argomentazioni orali alla Corte Suprema in Frontiero v Richardson; lo recitò di nuovo nel film RBG (2018).[17]
- Nel 1998 Grimké fu inserita nella National Women's Hall of Fame.[18]
- Sarah Grimké e sua sorella Angelina Grimké Weld sono le protagoniste della commedia di Ain Gordon del 2013 If She Stood, commissionata dal Painted Bride Art Center di Philadelphia.[19]
- L'autrice Sue Monk Kidd ha basato il suo romanzo The Invention of Wings (2014) sulla vita di Sarah Grimké.[20]